# Dorothy Seastrom
Dorothy Seastrom, pseudonimo di Dorothy Susan Seastrunk (Dallas, 16 marzo 1903 – Dallas, 31 gennaio 1930), è stata un'attrice statunitense.

## Biografia
Notata per aver vinto a Dallas un concorso di bellezza, nel 1923 le fu offerto di recitare a Hollywood una piccola parte nel film di Victor Fleming The Call of the Canyon con Richard Dix e Marjorie Daw. Seguirono alcuni cortometraggi, per lo più diretti dal regista Fred Hibbard e il matrimonio, il 18 ottobre 1924, con il regista e direttore della fotografia Francis Corby.
L'anno dopo firmò un vantaggioso contratto di cinque anni con la First National Pictures, la cui applicazione fu però rinviata a causa delle cattive condizioni di salute dell'attrice. Nel 1926 si ricoverò in ospedale per curare la tubercolosi che l'affliggeva, tornando sul set a girare quello che sarebbe stato il suo ultimo film, It Must Be Love. Riprese poi le cure in un sanatorio di Dallas ma tre anni dopo, a 27 anni, dovette soccombere alla malattia. È sepolta nel Grove Hill Memorial Park di Dallas.

## Filmografia

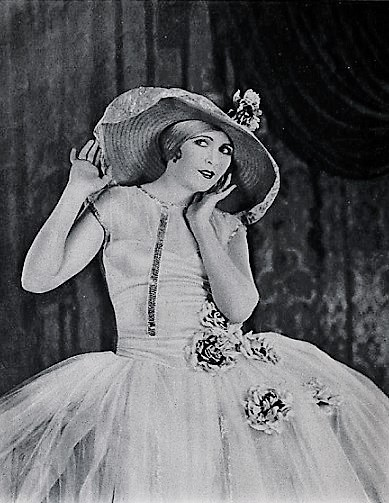
Dorothy Seastrom nel 1925

- The Call of the Canyon, regia di Victor Fleming (1923)
- Oh, Teacher!, regia di Arvid E. Gillstrom e Fred Hibbard (1924)
- Jonah Jones, regia di Fred Hibbard (1924)
- Crushed, regia di Fred Hibbard  (1924)
- Hooked, regia di Fred Hibbard  (1925)
- La regina della moda (The Dressmaker from Paris), regia di Paul Bern (1925)
- Half a Hero, regia di Fred Hibbard (1925)
- Fifth Avenue Models, regia di Svend Gade (1925)
- King Cotton, regia di Hugh Fay (1925)
- La mosca nera (Pretty Ladies), regia di Monta Bell (1925)
- We Moderns, regia di John Francis Dillon (1925)
- It Must Be Love, regia di Alfred E. Green (1926)